# 潘狄頓區域機場
潘狄頓區域機場（英語：Penticton Regional Airport）位於加拿大不列顛哥倫比亞省彭蒂克頓市，提供前往溫哥華和卡加里的定期航班。機場設有加拿大邊檢處理設施，最多每次只能處理不超過30人的航班。

## 航空公司及航點
- 加拿大航空
  - 加拿大爵士航空（溫哥華）
- 太平洋海岸航空 （溫哥華、卡加里）

## 外部連結
- 潘狄頓區域機場 （页面存档备份，存于） （英文）